# Rhipsalis micrantha
A Rhipsalis micrantha egy epifita kaktusz, melyet szép megjelenése és könnyű kezelhetősége miatt gyakran nevelnek dísznövényként.

## Jellemzői
Epifitikus, lecsüngő, vagy ritkán félig felegyenesedő habitusú, hossza 1,5 m lehet, pozsgás lapos hajtásai a csúcsukon ágaznak el, 2-3 élűek lehetnek, 70–180 mm hosszúak, 7–13 mm szélesek. Areolái nagyon kicsik, sörtéktől mentesek, sokszor alig láthatóak, a fiatal hajtásokon kicsi, lehulló levelekkel és extranuptiális nektárszőrökkel. A sztómák nem süllyednek be. Virágai laterálisak, egyszerűek, a hajtások élein jelennek meg, radiálisak, 6–10 mm szélesre nyílnak. A perianthium 4,8 mm hosszú és 4 mm széles, tojásdad alakú. A virág 25-35 porzószála fehér, kisméretű. A bibe 4–5 mm hosszú, 3-4 lobusban végződik. A pericarpium nem süllyed a szárba, világoszöld. Termése kopasz, 8×6 mm-es, fehér, pirosas színeződéssel a csúcsán.

## Elterjedése
Costa Rica, Kolumbia, Nyugat-Venezuela, Ecuador, Észak-Peru, a tengerszinttől 2000 m tengerszint feletti magasságig.

## Rokonsági viszonyai
A Phyllarthrorhipsalis subgenus tagja.

## Alakok
Az alábbi két alak különíthető el:
- Rhipsalis micrantha f. kirbergii
- Rhipsalis micrantha f. rauhiorum